# Zellberg
Zellberg é um município da Áustria, situado no distrito de Schwaz, no estado do Tirol. Tem 12,13 km² de área e sua população em 2019 foi estimada em 645 habitantes.